# Bertil Almerud
Anders Bertil Almerud, född 30 mars 1926 i Östersund, död 25 februari 2005 på Frösön, var en svensk arkitekt. Han var bror till Sture Almerud.
Almerud, som var son till polisman Edvard Almerud och Marta Pålsson, utexaminerades från Kungliga Tekniska högskolan 1949. Han var anställd på stadsarkitektkontoret i Östersund 1950–1952, på länsarkitektkontoret i Jämtlands län 1952–1956, på kommunernas konsultbyrå Landsbygdens Byggnadsförening såsom chef för kontor för Jämtlands län 1956–1963 och var länsarkitekt i Jämtlands län 1964–1981. Han bedrev även egen arkitektverksamhet.